# 120186 Suealeman
120186 Suealeman è un asteroide della fascia principale. Scoperto nel 2004, presenta un'orbita caratterizzata da un semiasse maggiore pari a 2,3150887 UA e da un'eccentricità di 0,2235758, inclinata di 21,96752° rispetto all'eclittica.